# A szabadság édes íze (Így jártam anyátokkal)
A szabadság édes íze az Így jártam anyátokkal című televízió-sorozat első évadjának harmadik része. Eredetileg 2005. október 3-án mutatták be, Magyarországon pedig éppen három évvel később.
Ebben az epizódban Barney belerángatja Tedet egy kalandba, ami egész Philadelphiáig visz. A jegygyűrűje miatt a férfiak számára láthatatlan Lily leveszi az ujjáról a gyűrűt.

## Cselekmény
|  | Alább a cselekmény részletei következnek! |

Barney úgy dönt, unalmas már minden egyes alkalommal ugyanabba a bárba menniük, ezért kitalálja, hogy csinálna valami fergetegeset. Egyedül Ted az, akit sikerül berángatnia a buliba, ami a terv szerint az, hogy elmennek a repülőtérre, csajokat felszedni. Barney szerint az a trükk, hogy fontos üzletembereknek kell kiadniuk magukat, és így sikerrel járnak. Hamarosan azonban egy Philadelphiába tartó gépen találják magukat, két nő miatt. Szerencséjük miatt felhívják Marshallt, akinek tanulmányai miatt otthon kellene maradnia, hogy jöjjön utánuk a Fierójával. Később aztán rájönnek, hogy a két lánynak már van barátja, akik mindketten amerikai focisták. Ráadásul a reptéren Barney gyanús viselkedése miatt őrizetbe veszik őket. Onnan aztán elengedik őket, mert az aktatáskákban csak óvszer és energiaszeletek vannak. Az egyik reptéri dolgozó házában kötnek ki egy "bulin", majd utána csak a móka kedvéért elmennek, és megnyalják a Szabadság Harangját.

Eközben Lily és Robin a bárban vannak. Lily irigy Robinra, mert minden férfi csak őt veszi észre. Mikor kiderül számára, hogy ez a jegygyűrű miatt van, engedélyt kér Marshalltól, hogy levegye, amibe egy óvatlan pillanatában bele is megy. Lily ennek ellenére is sikertelen marad, csak egy meleg férfi figyelmét kelti fel, de akkor sem a bájaival. Közben Marshall, mikor rájött, mit tett, visszarohan a bárba, ahol nekiesik a meleg srácnak, félreértve a helyzetet. Őt viszont az ő barátja üti le emiatt.
|  | Itt a vége a cselekmény részletezésének! |

## Kontinuitás
- Először említik meg Marshall Pontiac Fieróját.
- Először mutatkozik meg Marshall idegesítő énekelgetése.
- Robin itt még nem a banda teljes értékű tagja, hiszen visszautasította Tedet. Az egyetlen kapcsolati pontja a többiekkel Lily.
- Először láthatjuk, ahogy Barney időt és pénzt nem kímélve dolgoz ki bizarr terveket nők elcsábítására.

## Jövőbeli visszautalások
- A dal, amit Marshall énekelget, ugyanaz, mint ami "A limó" és az "Életem legjobb bálja" című részben a csengőhangja.
- A "Kettő után semmi jó nem történik" című epizódban Barney megemlíti, hogy a Szabadság Harangjának megnyalása jó dolog volt és kettő után történt.
- Marshall autójától végül az "Arrivederci, Fiero" című részben szabadul meg.
- Marshall énekelgetését, mint rossz tulajdonságot, a "Spoilerveszély" című epizódban emlegetik fel a többiek.
- Amikor Marshall felfedezi, hogy az illető, aki Lily szoknyáját tisztítja le, meleg, örömkönnyekben tör ki, mondván, hogy még soha életében nem verekedett. Csakhogy "A bunyó" című epizódból kiderül, hogy gyerekkorában a bátyjaival igen sokat verekedtek, és van olyan erős, hogy még Doug-ot, a csapost is kiüsse.
- "A mágus kódexe" című dupla epizódban Barney megjegyzi, akárcsak itt, hogy a jó lányok nem Buffalóból jönnek. Ugyancsak abban az epizódban csinálja megint ugyanazt, hogy a reptéri biztonsági szobában nem hajlandó változtatni a sztoriján.
- Lily azzal szembesül, hogy a férfiak számára láthatatlan a jegygyűrűvel az ujján. Robin "A gyűrű ereje" című részben ugyanezt éli át.
- Az "Örökkön örökké" című részben amikor Ted visszautal arra, hogy megnyalták a harangot, Barney láthatóan elfelejtette ezt, és azzal üti el az egészet, hogy sok király dolgot megcsinált.

## Érdekességek
- Lily leveszi ugyan a gyűrűjét, de a következő jelenetben, amikor iszik és kiönti a Martinijét, rajta van az ujján.
- Ted és Barney úgy beszélnek Marshallal telefonon, hogy a gép már felszállt. A gép egy Boeing 747-es, amit nem szoktak ilyen rövid távú repülésekre használni.
- Mikor Ted és Barney taxit fognak, a taxi szélvédőjén látható matricák a New Yorkban használatos jelzések és nem a philadelphiaiak.
- A 2011-es újravetítéskor Amerikában becsempészték a Hupikék törpikék című film reklámját, melyben Neil Patrick Harris játszik. Abban a jelenetben, amikor Marshall tanul, az előtte lévő naptárra felírták: "The Smurfs: Summer 2011"

## Vendégszereplők
- Earl Billings – McNeil őrmester
- Robb Derringer – Derrick
- Joe Nieves – Carl
- Tiffany Brouwer – Laura
- Pedro Miguel Arce – Dana
- Alyshia Ochse – Tatiana
- Carla Toutz – Sascha
- Gita Isak – Stewardess
- Anna Zielinski – cuki lány

## Zene
- Led Zeppelin – Good Times Bad Times